# Syndyas merbleuensis
Syndyas merbleuensis är en tvåvingeart som beskrevs av Teskey och Chillcott 1977. Syndyas merbleuensis ingår i släktet Syndyas och familjen puckeldansflugor.
Artens utbredningsområde är Ontario. Inga underarter finns listade i Catalogue of Life.